# Přírodní park Radeč
Přírodní park Radeč se nachází severoseverovýchodně od Rokycan. Nejvyššími body jsou vrcholy Radeč (723 m n. m.) a Brno (718 m n. m.). Výměra přírodního parku Radeč je téměř 6000 ha. Kdysi zde stával hrad Mitterwald.

## Maloplošně chráněná území
- Přírodní památka Rumpál
- Niva u Volduch